# Константин Канев
Константин Илиев Канев е български свещеник и краевед. Наричан е „Родопския Софроний“.
Константин Канев е роден на 26 февруари 1917 г. в село Момчиловци. През 1939 г. завършва Пловдивската духовна семинария. През 1941 г. става свещеник на родното си село. Оттогава започва системни проучвания на историята на селото и тамошния край. Пише разкази и очерци, които писателят Николай Хайтов забелязва. Тогава Канев започва да публикува свои неща в списание „Родопи“. Негови работи излизат и в списание „Фото“ – това са очерци за първите фотографи, работили в Родопите. През 1975 г., пак с подкрепата на Хайтов, се появява големият му труд „Миналото на село Момчиловци, Смолянско. Принос към историята на Средните Родопи“, издаден от издателството на Отечествения фронт (оригиналът, който понастоящем се съхранява в Смолянския регионален архив, е 2000 страници. От тях са отпечатани 600). След време публикуваните му разкази му в списание „Родопи“ са събрани и издадени в книгата сборник под надслов „Родопски сказания“ (1983 г.), издателство „Георги Бакалов“. Той е автор на още един сборник разкази – „Юдина ела“, издаден през 1988 г. от издателство „Хр. Г. Данов“ в Пловдив. Посмъртно през 2004 г. в Смолян са издадени събраните му разкази – „Родопски сказания“. Член е на Съюза на българските писатели. Константин Илиев Канев почива на 29 юни 1998 г.
За своята обществена дейност Константин Канев е обявен през 1998 г. за почетен гражданин на град Смолян.
Спектакълът „Юдина ела“ по творби на Константин Канев гостува на сцената на Пловдивския драматичен театър на 4 май 2022 г.